# Entryzm
Entryzm – taktyka stosowana przez ugrupowania trockistowskie w celu zdobycia poparcia u ludzi o poglądach lewicowych w krajach, gdzie pojęcie trockizmu nie jest szerzej znane i rozumiane, za to istnieją masowe partie komunistyczne lub socjaldemokratyczne. 

## Podstawowe założenia
Założenia entryzmu – choć nie sam termin – pojawiają się w pismach Lwa Trockiego z ostatniego okresu życia. Jednak jedynym eksperymentem entrystowskim z tego okresu był tzw. francuski zwrot. Zasadnicze rozwinięcie koncepcji entryzmu jest dziełem południowoamerykańskiego trockisty Michela Pablo. Uważał on, iż trockiści powinni wstępować do organizacji lewicowych reprezentujących różne nurty marksizmu, a także działać w partyjnych młodzieżówkach i związkach zawodowych, słowem – wszędzie, gdzie można znaleźć ludzi o poglądach lewicowych. W tych organizacjach zadaniem trockistów miało być propagowanie swoich idei na skalę masową, a następnie wywieranie nacisku na kierownictwo organizacji, by realizowało program konsekwentnie lewicowy, a w końcu de facto przeszło na trockizm. Pablo uważał, że wstępując do organizacji o już ustalonej renomie w ruchu robotniczym i już ugruntowanej popularności radykalni lewicowcy mają większe szanse niż w wypadku tworzenia od zera własnej partii, której nikt nie zna i przynajmniej na początkowym etapie nie darzy zaufaniem. Poza wstępowaniem do partii lewicowych, trockiści mieliby jednak tworzyć własne struktury, zajmujące się koordynowaniem działań agitacyjnych członków, wydające własną prasę i stosujące inne metody propagandowe.

## Wprowadzanie w życie
Taktyka entryzmu była na masową skalę stosowana przez trockistów właściwie we wszystkich większych partiach komunistycznych w krajach Europy Zachodniej po II wojnie światowej. Również dziś trockiści są obecni w tych organizacjach, formując tzw. lewe skrzydło. Taktyka entryzmu jest jednak stosowana ze zmiennym szczęściem. Niekiedy trockistom udawało się doprowadzić do istotnej radykalizacji partyjnego stanowiska, jednak często byli po prostu wyrzucani z partii jako „wichrzyciele”.

## Spory o entryzm
Taktyka entryzmu przyjmowana jest z mieszanymi uczuciami nawet wśród trockistów. Tezy Michela Pablo doprowadziły do poważnego konfliktu w łonie Czwartej Międzynarodówki, a kolejne spory o sens entryzmu skutkowały rozłamami w ruchu. Współcześnie jedynie Międzynarodowa Tendencja Marksistowska uważa entryzm za swoją podstawową taktykę działania, opierając się tu na rozwinięciu tez Pablo przez Teda Granta w broszurze Entryzm i praca w organizacjach masowych. Inne organizacje trockistowskie uważają entryzm za taktykę mało skuteczną, wymuszającą na radykalnych trockistach zaakceptowanie poważnych ustępstw ideowych za cenę pozostania w partiach, a nawet wspieranie antyrewolucyjnego stanowiska tychże.

## Literatura
- Urszula Ługowska, August Grabski, Trockizm. doktryna i ruch polityczny, Warszawa 2003.
- Ted Grant, Entrism and work in the mass organizations, Londyn 2007.